# Bergrennen Eichenbühl

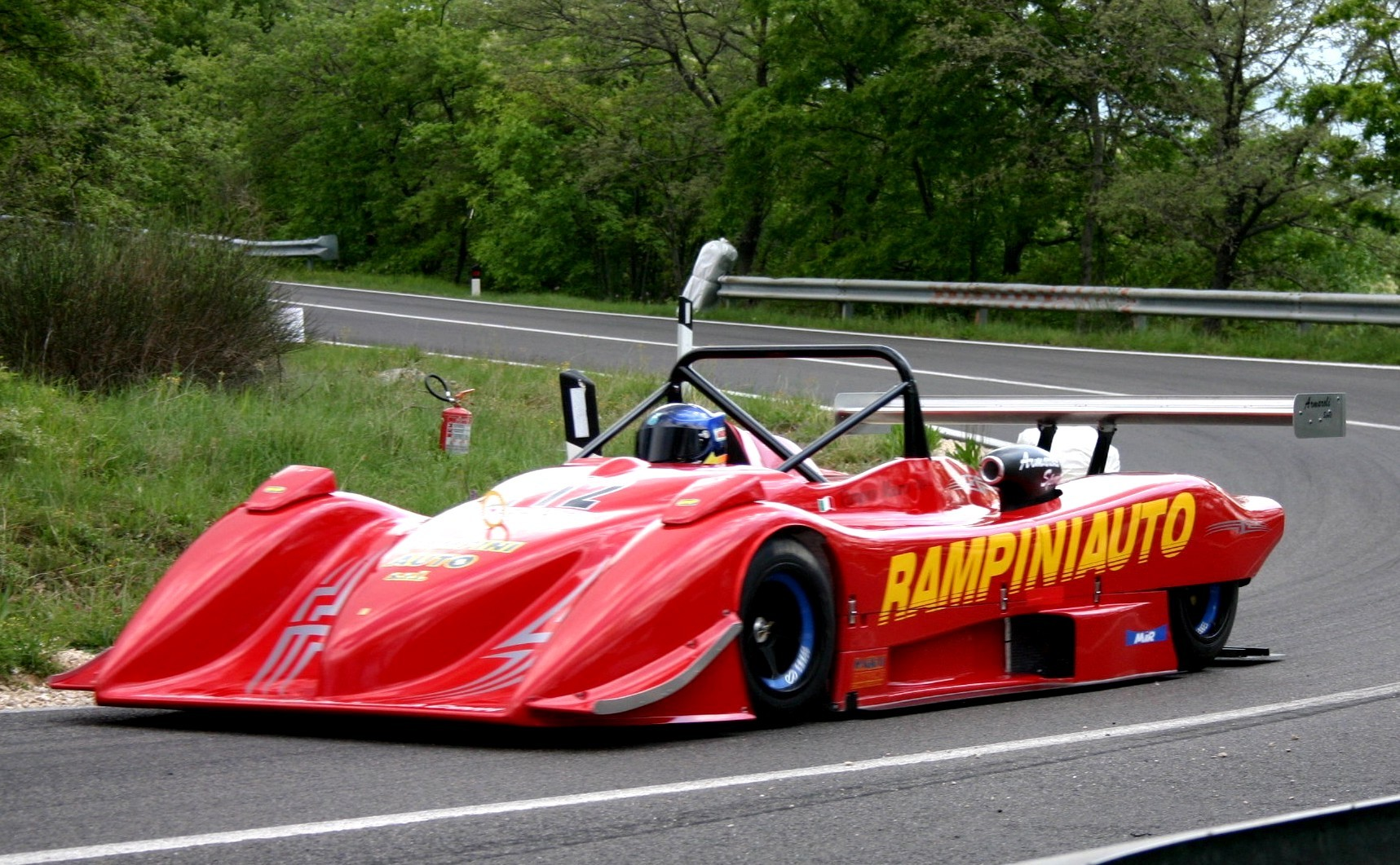
Osella PA 20 S

Das Bergrennen Eichenbühl wird seit 1967 jährlich in Eichenbühl bei Miltenberg am Main rund vier Kilometer östlich von Miltenberg im Erftal zwischen Frankfurt und Würzburg veranstaltet.
Vor 2018 hieß die internationale Veranstaltung Bergrennen Unterfranken. Seit 2018 wird das Bergrennen Eichenbühl vom MSC Erftal e. V. im AvD durchgeführt. Das Bergrennen ist ein Lauf zur Deutschen Bergmeisterschaft und zum BergCup.

## Geschichte
Seit 1967 werden Rennen im Rahmen des Int. AvD Bergrennen Unterfranken zur Deutschen Bergmeisterschaft ausgetragen. 1978 musste die Veranstaltung wegen eines Unwetters abgesagt werden. In den Jahren 2020 und 2021 wurde die Veranstaltung aufgrund der COVID-19-Pandemie abgesagt.

## Streckendaten
Der anspruchsvolle Streckenverlauf auf der Staatsstraße 507 von Eichenbühl nach Umpfenbach ist im ersten Drittel geprägt von engen Kurven, der mittlere und obere Teil der Strecke wird mit Höchstgeschwindigkeiten gefahren. Die Strecke ist zugelassen für Serientourenwagen, Tourenwagen, Grand-Tourisme-Wagen, Sportwagen, Spezialtourenwagen und Formelrennwagen.
- Streckenlänge: 3050 Meter
- Steigung: 5,7 %
- Streckenbreite: 6 Meter
- Startlinie: 170,961 m über NN
- Ziellinie: 322,969 m über NN
- Höhenunterschied: 152 Meter
- Streckenrekord: 1:08,905 min, Patrik Zajelsnik 2022 auf Norma M20 FC
- Tourenwagenrekord: 1:16,24 min, Reto Meisel 2007 auf Mercedes 190 RM1 V8[2]

## Liste der Gesamtsieger
- 1967: Rolf Göring, Porsche 911
- 1968: Reinhold Joest, Porsche Carrera
- 1969: Walter Lehmann, Fiat Abarth
- 1970: Walter Lehmann, Lola T 210
- 1971: Walter Lehmann, Lola T 212
- 1972: Gerd Koppenhausen, March F3
- 1973: Walter Lehmann, Lola
- 1974: Hans Deffland, Surtees S 2
- 1975: Dieter Kern, March F2
- 1976: Jo Ludescher (Schweiz), March F2
- 1977: Dieter Kern, March F2
- 1978: ausgefallen durch Unwetter
- 1979: Herbert Stenger, Ford Escort
- 1980: Peter Stürtz, Lola F2
- 1981: Albrecht Krebs, BMW Osella
- 1982: Peter Stürtz, March F2
- 1983: Karl Jordan, March 802
- 1984: Walter Pedrazza, Pedrazza Racing Cars PRC-M 812 Formel 2
- 1985: Peter Stürtz, March 802
- 1986: Herbert Stenger, Osella
- 1987: Herbert Stenger, Stenger Sachs C3 Sprint
- 1988: Herbert Stenger, Sachs C3
- 1989: Horst Fendrich, Osella BMW
- 1990: Herbert Stenger, Sachs Sprint BMW
- 1991: Rüdiger Faustmann, Faust C3 BMW
- 1992: Herbert Stenger, Sachs Sprint BMW
- 1994: Horst Fendrich, Martini Mk 69 BMW Formel 2
- 1995: Herbert Stenger, Junior Prototyp
- 1996: Rüdiger Faustmann, Faust P94 BMW
- 1997: Herbert Stenger, BMW-Eigenbau
- 1998: Gerd Claus, Dallara-Opel
- 1999: Rüdiger Faustmann, Remus-Faust-Opel
- 2000: Herbert Stenger, Junior Prototyp
- 2001: Herbert Stenger, Junior Prototyp
- 2002: Horst Fendrich, Reynard Formel 3000
- 2003: Herbert Stenger, BMW CN Equ.Stenger
- 2004: Alexander Hin, Reynard-Judd
- 2005: Norbert Handa, Lancia Delta
- 2006: Herbert Stenger, CN Stenger BMW
- 2007: Uwe Lang, Osella PA 20/S
- 2008: Jörg Weidinger, Osella-BMW PA 20/5
- 2009: Marcel Steiner, Martini MK 77
- 2010: Uwe Lang, Osella PA 20/S
- 2011: Uwe Lang, Osella PA 20/S
- 2012: Uwe Lang, Osella PA 20/S
- 2013: Uwe Lang, Osella PA 20/S Evo
- 2014: Patrik Zajelsnik, Norma M20F V8
- 2015: Norbert Brenner, Opel Vectra GTS V8 DTM
- 2016: Norbert Brenner, Opel Vectra GTS V8 DTM
- 2017: Uwe Lang, Osella PA 205 EvO
- 2018: Alexander Hin, Reynard 97D Judd Formel 3000
- 2019: Alexander Hin, Osella PA30
- 2020: ausgefallen wegen Corona-Pandemie
- 2021: ausgefallen wegen Corona-Pandemie
- 2022: Patrik Zajelsnik, Norma M20FC
- 2023: Patrik Zajelsnik, Norma M20FC